# Stolin (gmina)
Stolin – dawna gmina wiejska istniejąca do 1939 roku w woj. poleskim (obecnie na Białorusi). Siedzibą gminy był Stolin, który stanowił odrębną gminę miejską.
Początkowo gmina należała do powiatu pińskiego. 7 listopada 1920 r. została przyłączona do nowo utworzonego powiatu łuninieckiego pod Zarządem Terenów Przyfrontowych i Etapowych. 19 lutego 1921 r. wraz z całym powiatem weszła w skład nowo utworzonego województwa poleskiego. 1 stycznia 1923 roku gmina (łącznie ze Stolinem) weszła w skład nowo utworzonego powiatu stolińskiego w tymże województwie. 18 kwietnia 1928 roku do gminy przyłączono części zniesionych gmin Radczysk i Terebieżów oraz część (nie zniesionej) gminy Płotnica. 
Po wojnie obszar gminy Stolin wszedł w struktury administracyjne Związku Radzieckiego.